# لوکریشا گارفیلد
لوکریشا گارفیلد (انگلیسی: Lucretia Garfield؛ ‏ ۱۹ آوریل ۱۸۳۲ – ۱۳ مارس ۱۹۱۸) سیاستمدار اهل ایالات متحده آمریکا بود. وی همسر جیمز آبرام گارفیلد بیستمین رئیس‌جمهور ایالات متحده آمریکا و از مارس تا سپتامبر ۱۸۸۱ بانوی اول ایالات متحده آمریکا بود.
لوکریشا در گارستویل، اوهایو به دنیا آمد و اولین بار در مدرسه علوم دینی جیاگا با همسرش آشنا شد. پس از یک دوره طولانی نامزدی، آن‌ها در سال ۱۸۵۸ ازدواج کردند. سال‌های اولیه زندگی مشترک آن‌ها دشوار بود، زیرا جیمز اغلب خانه نبود و روابط عاشقانه‌ای هم با دیگر زنان داشت. آن‌ها در نهایت هفت فرزند داشتند که پنج نفر از آن‌ها به سن بلوغ رسیدند. گارفیلد تحصیلات عالی داشت و از سیاست‌های واشینگتن آگاهی زیادی داشت. او مشاور ثابت همسرش بود و در کارزار انتخاباتی محلی ریاست‌جمهوری او که در حوالی منزل خودش انجام می‌شد، به او کمک کرد. او در مدت کوتاه حضورش در کاخ سفید مورد احترام بود، اما پس از چند ماه تنها به بیماری مالاریا مبتلا شد و برای بهبود به لانگ برنچ، نیوجرسی رفت.
در ۲ ژوئیه ۱۸۸۱، همسرش توسط شلیک گلوله چارلز جی. گیتو ترور و به شدت مجروح شد. او برای ماه‌ها در بستر مرگ باقی ماند و در این مدت لوکریشا در کنار او ماند و همدردی زیادی از سوی مردم دریافت کرد. لوکریشا گارفیلد پس از بیوه شدن به خانه سابق خود در اوهایو بازگشت و بخش عمده‌ای از باقی‌مانده عمر خود را صرف حفظ اسناد و دیگر مطالب مربوط به همسرش کرد و عملاً اولین کتابخانه ریاست‌جمهوری آمریکا را تأسیس کرد.

## اوایل زندگی
لوکرتیا «کریت» رودولف در ۱۹ آوریل ۱۸۳۲ در گارستویل، اوهایو به دنیا آمد. او دختر نجاری به نام زبولون رودولف و بانوی خانه‌داری به نام آرابلا میسون رودولف بود و اولین فرزند از چهار کودک خانواده بود.: ۱۳۴  او عضوی از کلیسای مریدان مسیح بود.: ۱۵۵  رودولف در دوران کودکی اغلب از مشکلات سلامتی رنج می‌برد و دچار مشکلات تنفسی بود.: ۲۳۱  او که مدت‌های طولانی در بستر بیماری بود، به مطالعه علاقه‌مند شد.: 134 : ۲۳۱  خانواده او در نشان دادن محبت‌های ظاهری خیلی باز نبودند و رفتارشان نسبت به یکدیگر سرد و محدود بود.: ۲۵۵ 
رودولف مهارت‌های خانه‌داری مانند تمیز کردن منزل و آشپزی را از مادرش آموخت که در آن زمان برای دختران رایج بود. والدینش همچنین تصمیم گرفتند که او باید تحصیلات رسمی داشته باشد که در آن دوره چندان رایج نبود و او به مدرسه دستور زبان شهر رفت.: ۲۵۵  سپس در مدرسه علوم دینی جیاگا در بخش چستر، شهرستان جیاگا، اوهایو تحصیل کرد، جایی که در همان زمان جیمز آبرام گارفیلد نیز در آنجا بود. پدرش مؤسس مؤسسه اکلکتیک وسترن ریزرو (که اکنون کالج هیرام است) بود و او در سال ۱۸۵۰ به این مدرسه پیوست.: ۱۳۴  در اینجا، او علاقه خود به ادبیات را پیگیری کرد، گروهی ادبی تشکیل داد و در یک نشریه دانشجویی مشارکت داشت. جیمز نیز در این مدرسه حضور داشت و همچنین به عنوان معلم مشغول به کار شد و یکی از معلمان رودولف بود.: ۲۵۶  رودولف باور داشت که زنان توانایی دست‌یابی به موفقیت‌های خود در جامعه را دارند و باید در مشاغل دستمزد برابر دریافت کنند، اگرچه این باورها را پس از فارغ‌التحصیلی رها کرد.: 156 : ۲۳۲ 
رودولف و گارفیلد از نوامبر ۱۸۵۳ مکاتبه شخصی را آغاز کردند و در اوایل ۱۸۵۴ تصمیم به ازدواج گرفتند. آن‌ها از طریق نامه‌نگاری رابطه‌ای از راه دور را آغاز کردند، زمانی که گارفیلد از کالج ویلیامز بیرون آمد.: ۱۳۴  گارفیلد ابتدا به خاطر هوشش متوجه او شد،: 98  هرچند او از رودولف خواسته بود که در تحصیلاتش خود را بیش از حد خسته نکند.: ۱۳۴  رودولف به عنوان معلم مشغول به کار شد و در کلیولند و راونا، اوهایو به تدریس پرداخت. استحکام رابطه آنها در طول سال های بعد در نوسان بود، زیرا گارفیلد از رفتار تودارانه و محجوب رودولف ناراحت بود.: ۱۵۶–۱۵۷  در یک مقطع، گارفیلد در حین تحصیل در کالج ویلیامز با زن دیگری به نام ربکا سلک رابطه برقرار کرد.: ۲۵۶  تنها پس از بازگشت به خانه و اجازه یافتن برای خواندن دفتر خاطرات رودولف، گارفیلد متوجه شد که عمق تعهد او چقدر زیاد بوده است.: ۲۳۳ 

## بانوی اول ایالات متحده آمریکا

### مهماندار کاخ سفید
لوکریشا گارفیلد در تاریخ ۴ مارس ۱۸۸۱ و پس از اینکه شوهرش به عنوان رئیس‌جمهور ایالات متحده سوگند یاد کرد به عنوان بانوی اول ایالات متحده آمریکا شناخته شد.: ۲۵۹  مسئولیت‌های میزبانی و مهماندار او به عنوان بانوی اول بسیار فراتر از آن چیزی بود که از او به عنوان همسر یک نماینده کنگره انتظار می‌رفت، و او از هریت همسر جیمز جی. بلین مشورت خواست.: 137 : ۲۳۸  علاقه او در فرصت ملاقات با نویسندگان و هنرمندان برجسته بود و او با فهرستی از نام‌هایی که می‌خواست دعوت کند کارش را در کاخ سفید آغاز کرد.: ۲۳۸  گارفیلد بیشتر به جنبه‌های سیاسی این نقش توجه می‌کرد تا جنبه‌های اجتماعی، و رئیس‌جمهور او را از اتفاقاتی که در واشینگتن رخ می‌داد و هنوز برای عموم شناخته نشده بود، مطلع می‌کرد.: ۲۳۹  گرچه او به برابری جنسیتی ایمان داشت، اما جنبش حق رأی زنان را رد می‌کرد، زیرا احساس می‌کرد که زنان هنوز تحصیلات درست و حسابی ندارند و بر این باور بود که تحصیل پیش از دستیابی به برابری ضروری است.: ۲۴۰ 
برخلاف جانشین خود، لوسی وب هیز، گارفیلد اعتقاد راسخی دربارهٔ جنبش جنبش اعتدال‌گرایی در ایالات متحده نداشت و ارائه مشروبات الکلی را در رویدادها و مهمانی‌های کاخ سفید از سر گرفت.: ۲۵۹  این تصمیم از نظر سیاسی مهم بود، زیرا جنبش ممانعت از مصرف الکل عمدتاً یک جبهه رأی‌گیری حزب جمهوری‌خواه بود، اما ممنوعیت الکل موجب نارضایتی شخصیت‌های برجسته واشینگتن و دیپلمات‌های خارجی شد.: ۲۳۸–۲۳۹  او کسانی را که از او خواسته بودند تا دوباره این ممنوعیت را اعمال کند، رد کرد و معتقد بود که مصرف الکل در کاخ سفید جنبه کوچکی از جنبش ممانعت از مصرف الکل است که بیش از حد زیر ذره‌بین و حساسیت قرار گرفته است.: ۲۳۸–۲۳۹ 
در ابتدای دوره خود، گارفیلد مسئولیت بازسازی کاخ سفید را بر عهده گرفت و برای تأمین بودجه این کار در کنگره لابی کرد.: ۲۳۹  او به ویژه به تاریخ کاخ سفید علاقه داشت و اغلب به کتابخانه کنگره می‌رفت تا در مورد این ساختمان تحقیق کند.: ۲۴۰  گارفیلد در طول مدت زمانی که بانوی اول بود، تنها یک مصاحبه انجام داد که در آن به‌طور آزادانه در مورد سیاست و حمایت خود از جیمز جی. بلین صحبت کرد.: ۲۳۹ 

### ترور جیمز آبرام گارفیلد
فقط دو ماه پس از آغاز کار خود به‌عنوان بانوی اول، گارفیلد دچار یک نوع شدید از مالاریا شد.: ۲۵۹–۲۶۰  رئیس‌جمهور بسیاری از وظایف خود را به تعویق انداخت تا شخصاً از او مراقبت کند.: ۲۴۰ : ۲۴۱  سلامتی او از ماه ژوئن رو به بهبود رفت و شوهرش یک کلبه در لانگ برنچ، نیوجرسی اجاره کرد تا او در آنجا استراحت کند و بهبودی یابد.: ۱۶۰ : ۲۶۰  چارلز جی. گیتو منتظر بود تا آنها را در میان راه متوقف کرده و قصد داشت رئیس‌جمهور را ترور کند، اما با دیدن لوکریشیا که هنوز به وضوح بیمار بود دچار تردید شد. هفته‌ها بعد، در تاریخ ۲ ژوئیه، گیتو رئیس‌جمهور را ترور کرد.: ۱۶۰ : ۲۴۲  او درجا کشته نشد و رئیس‌جمهور دِیوید جی. سوایم را فرستاد تا به لوکریشیا موضوع را اطلاع دهد.: ۱۳۷ : ۲۶۰  قطاری ترتیب داده شد تا او را مستقیماً به واشینگتن ببرد تا شوهر آسیب‌دیده‌اش را ببیند.: ۲۴۰ 
در ماه‌های بعد، لوکریشیا در کنار تخت جیمز ماند در حالی که جراحات او عفونت کرده و وضعیت سلامتی‌اش رو به وخامت می‌رفت. او اصرار داشت که پزشک شخصی خود، سوزان آن ادسون یکی از اولین پزشکان زن کشور، از جمله کسانی باشد که رئیس‌جمهور را درمان می‌کردند.: ۲۶۰  اندوه گارفیلد در حالی که در کنار تخت مرگ شوهرش نشسته بود، موجب جلب همدردی و تحسین عمومی شد.: 101 : ۲۴۳–۲۴۴  رئیس‌جمهور در تاریخ ۱۹ سپتامبر ۱۸۸۱ درگذشت.: ۱۳۷ 

## سال‌های پایانی زندگی و درگذشت
گارفیلد مراسم عمومی خاکسپاری شوهرش و ساخت آرامگاه او را در قبرستان لِیک ویو سازماندهی کرد.: ۲۴۱  او به عنوان بیوهٔ رئیس‌جمهور از لحاظ مالی تأمین بود. علاوه بر حقوق سالانه ۵۰۰۰ دلاری که کنگره به او اختصاص داده بود (معادل ۱۵۱٬۶۲۱ $ در ۲۰۲۲)، سایروس وست فیلد ترتیب یک کمپین جمع‌آوری کمک مالی برای او و فرزندانش را داد که مبلغ زیادی جمع‌آوری کرد. با وجود این ثروت، او همچنان به شیوه‌ای مقتصدانه زندگی می‌کرد.: ۲۷۸ 
لوکریشا گارفیلد در سال‌های بعد، برای حفظ اسناد مربوط به ریاست‌جمهوری شوهرش و میراث او کار کرد. او با مورخ تئودور کلارک اسمیت همکاری کرد تا اسناد شوهرش را سازماندهی کرده و یادداشت‌های خود را از دوران ریاست‌جمهوری ثبت کند.: ۱۳۷–۱۳۸  در سال ۱۸۸۵، او نظارت بر ساخت کتابخانه‌ای در املاک خود در اوهایو را بر عهده گرفت تا تمام کتاب‌ها و اسناد ریاست‌جمهوری شوهرش را در آن نگهداری کند. این کتابخانه به عنوان اولین کتابخانه ریاست‌جمهوری آمریکا شناخته شد.: ۲۶۰–۲۶۱ 
در سنین سالخوردگی، گارفیلد خانه‌ای زمستانی در ساوت پاسادنا، کالیفرنیا خرید.: ۲۴۱  او به یک عضو برجسته آن ناحیه تبدیل شد و در اولین رژه گل رز شرکت کرد.: ۳۰۳  وقتی جنگ جهانی اول آغاز شد، او هر روز در کمیته صلیب سرخ جنگی پاسادنا به عنوان داوطلب فعالیت می‌کرد.: ۳۶۲  هنگامی که تئودور روزولت رئیس‌جمهور شد، گارفیلد به یکی از حایمان طرح ترقی‌خواهی او تبدیل شد.: ۳۳۵  در سال ۱۹۱۶، او از وودرو ویلسون از حزب دموکرات (ایالات متحده آمریکا) برای ریاست‌جمهوری حمایت کرد.: ۳۶۲ 
لوکریشا گارفیلد در تاریخ ۱۹ مارس ۱۹۱۸ به دلیل سینه‌پهلو در خانه زمستانی‌اش در ساوت پاسادنا، کالیفرنیا درگذشت. او در کنار شوهرش در قبرستان لیک ویو به خاک سپرده شد.: ۱۳۸ 

## میراث
گارفیلد یکی از کوتاه‌ترین دوره‌های بانوی اولی را داشت که تنها دورهٔ آنا هریسون از او کوتاه‌تر بود.: ۲۴۱  با وجود این دوره کوتاه، او بیش از جانشین خود لوسی هِیز، توجه مورخان را به خود جلب کرد.: ۲۶۱  کوتاه بودن دورهٔ خدمت او مانع از هرگونه تأثیر مستقیم وی بر این موقعیت شد،: ۲۴۱  اما شیوه او در حفظ اسناد شوهرش در یک کتابخانه توسط دیگر بانوان اول، مانند ادیث ویلسون و نانسی ریگان پذیرفته شد.: ۲۶۱  اسناد خود گارفیلد در کتابخانه کنگره نگهداری می‌شود.: ۲۴۱  او دومین بانوی اول بود که تحصیلات عالیه داشت.: ۲۵۶ 